# Federico Melis

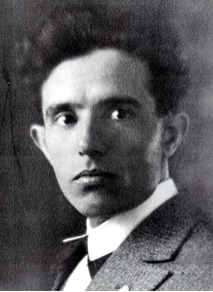
Federico Melis

Federico Melis (Bosa, 1891 – Urbania, 1969) è stato un artista italiano. Egli fu il primo ceramista sardo a praticare la smaltatura a caldo per la produzione di ceramiche: è quindi da considerare l'iniziatore della ceramica artistica in Sardegna.

## Biografia
Federico Melis nacque a Bosa il 22 maggio del 1891 ma, ancora giovinetto, in seguito alla morte di entrambi i genitori,  si trasferì a Cagliari dove compì gli studi all'Istituto Tecnico e fu allievo di Francesco Ciusa, il maggior scultore isolano.
Dopo le nozze con Isa Casano, nel 1919, si trasferì nel paese di Assemini, nelle vicinanze di Cagliari, centro di produzione di ceramica popolare e lì diede vita ad una intensa attività di sperimentazione per la conquista dei procedimenti tecnici necessari per ottenere ceramiche smaltate a caldo.
All'epoca lui lavorava alle Saline e la moglie era maestra elementare. A fronte di tutta quell'attività preliminare, nei suoi ricordi è rimasta evidenza solo di questa statuina del 1925, di cui tenne a precisare ancora nel 1963: "È un pezzo importante perché documenta la prima ceramica artistica sarda eseguita in Sardegna con argilla sarda, vernice sarda (galena di Monteponi, cotta coi forni rustici sardi.)"
Nel 1927 fu in grado di aprire ad Assemini una Scuola-Bottega d'Arte Ceramica che poi spostò a Cagliari nello stesso anno e dalla quale uscirono le prime ceramiche sarde,  nuove per i soggetti e per la smaltatura a caldo.
Col trasferimento a Cagliari Federico Melis e la moglie lasciarono i loro impieghi per dedicarsi completamente alla ceramica. Nel 1929 la Bottega d'Arte Ceramica si trasformò in Sezione artistica della SCIC, Società Ceramica Industriale Cagliari.
Ricevette all'epoca la medaglia d'oro della Federazione dell'Artigianato "quale primo ceramista sardo". Alla fine del 1931, con alcuni allievi sardi che lo seguirono anche se solo per un anno, si recò a Roma dove allestì un laboratorio ceramico a Centocelle. Nel 1935 si trasferì ad Urbino per insegnare nella Scuola di ceramica annessa all'Istituto Statale d'Arte, di cui era preside il pittore sardo Mario Delitala.
Nel 1941 ebbe l'incarico di fondare e dirigere la Scuola di ceramica presso l'Istituto statale d'arte "Mengaroni" di Pesaro. Dal 1946 sino al 1961insegnò di nuovo ad Urbino, città che lo designò "Accademico di Raffaello".
Rimase tuttavia a vivere ad Urbania, l'antica Casteldurante,  dov'era giunto nel 1944. Nel 1955 ricevette a Cannes il Diploma d'Onore dell'Accademia Internazionale della Ceramica alla Prima Mostra dei Capolavori della ceramica moderna cui presero parte anche Picasso, Chagall e Matisse. Lasciato l'insegnamento poté dedicarsi completamente all'attività ceramica nel suo studio ad Urbania, allestito nel 1959. Morì nel 1969 ad Urbania, città che l'aveva già dichiarato "cittadino benemerito". Molte delle sue opere sono state donate da lui e dalla moglie Isa al Museo di Urbania, collocato nel Palazzo ducale e nel quale è stata allestita una sala dedicata ai due ceramisti.

## Le Botteghe

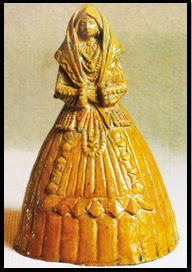
Donna sulcitana, 1925

La prima Bottega d'Arte Ceramica con direttore Federico Melis,  fondata sotto l'egida dell'ECES (Ente di Cultura e di Educazione della Sardegna), presentò le sue prime produzioni agli inizi del 1927 nel Padiglione sardo della Fiera di Milano.
Nel 1929, pur restando nella stessa sede,  Federico Melis creò una "Sezione di ceramiche artistiche sarde di folklore" in seno alla SCIC, Società Ceramica Industriale Cagliari. Organizzata in maniera industriale, con molti addetti nei vari reparti, produceva per i negozi Cau e Dessy di Cagliari, Margelli e Clemente di Sassari. Già dal 1927 Federico Melis non mancò di partecipare con pezzi creati ad hoc alle Mostre ed Esposizioni d'Arte e d'Artigianato dentro e fuori Sardegna.
Alla fine del 1931 si trasferì a Roma dove allestì un laboratorio che ebbe due diverse sedi, e che fu in attività sino alla metà circa del 1934.
Nel 1935, essendo impegnato nell'insegnamento nella scuola pubblica, la Bottega ceramica aperta ad Urbino fu tenuta dalla moglie Isa, diventata nel frattempo provetta ceramista. Nel 1945 creò con alcuni soci del luogo, tra i quali il sacerdote Corrado Leonardi appassionato studioso di ceramica locale, la "Ceramica d'Arte Casteldurante", con una maestranza di circa venti persone ed un laboratorio situato al primo piano del Palazzo ducale.
Nel 1951 la "Ceramica d'Arte Casteldurante" cessò e venne sostituita dalla Scuola artigiana d'arte ceramica Metauro, che andò ad occupare i locali della manifattura dell'ultimo figolo urbaniese, Ubaldo Letizia. Lasciata la direzione della Metauro nel 1959, continuò a produrre ceramiche sino alla fine della sua vita nello  "Studio d'arte, scultura e ceramica" da lui allestito ad Urbania.

## Il periodo sardo
Le ceramiche che nel 1927 scaturirono dalla fantasia e dalle mani di Federico Melis appaiono potentemente originali per concezione artistica, predisposte per la riproduzione seriale ma ciascuna decorata con alto impiego di manualità. Si ripeteva con Federico Melis la situazione che Francesco Ciusa aveva inaugurato alla SPICA: i prodotti erano d'autore, ma le modalità di lavorazione e le finalità commerciali erano quelle dell'artigianato.
Tra la SPICA di Ciusa e la Bottega di Federico Melis, tuttavia, correva la differenza della smaltatura a caldo, cosa che permetteva alla  "Bottega" di potersi definire prima industria sarda di ceramica artistica. Federico Melis ne era all'epoca pienamente consapevole, tanto da mandare il piatto Donna di Ollolai del 1929 a Gaetano Ballardini, direttore del Museo internazionale delle ceramiche di Faenza,  che si congratulò col ceramista sardo per l'ispirazione artistica e i risultati tecnici raggiunti col caolino sardo. Il piatto rimase in mostra nelle vetrine del Museo dedicate alla Sezione moderna italiana sino a che non scomparve con le rovine portate dalla seconda guerra mondiale.
Le creazioni del periodo sardo rivelarono che Federico Melis, che aveva in realtà esordito da scultore già nel 1914, era dotato di abilità plastiche ma anche di quelle pittoriche necessarie alla produzione di ceramiche.
Particolarmente curate nella forma, sintetica e stilizzata,  e caratterizzate da sobrietà cromatica corrispondente all'imperante gusto Déco dell'epoca, le ceramiche di Federico Melis furono presenti alle Mostre di Artigianato ma anche alle Mostre d'Arte, affiancate ai pezzi unici che il ceramista creava per le occasioni.  Anche dopo la partenza dalla Sardegna furono ceramiche a soggetto sardo quelle mandate dal ceramista alla Mostra collettiva della galleria Palladino di Cagliari nel 1933. L'intento di "nobilitare il folklore" era predominante per lui anche stando nella capitale d'Italia.

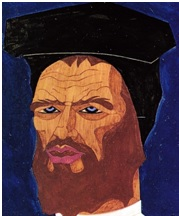
Federico Melis, Su fonnesu, 1927
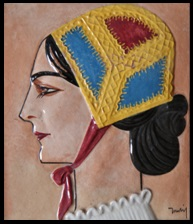
Federico Melis, Cuffietta di Desulo, 1927
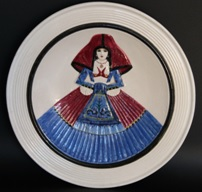
Federico Melis, Donna di Ollolai , 1929

## Il periodo marchigiano
Una Mostra importante delle opere di Federico Melis, che metteva insieme esemplari del periodo sardo ai quali furono affiancati quelli del periodo marchigiano gentilmente prestati dal Museo "Federico e Isa Melis" di Urbania, diretto da Feliciano Paoli, è stata allestita a Cagliari nel 1997 nel Palazzo Regio.
La Mostra ha potuto così rendere evidente la sostanziale continuità del tema "Sardegna" nel periodo marchigiano ma ha mostrato anche l'apertura dell'artista a molti altri temi e immediatamente è stato chiaro anche il mutamento del linguaggio,  adeguato dal ceramista sardo alle correnti artistiche della seconda metà del Novecento. Sicuramente Federico Melis fu affascinato già nel 1949 dalla Mostra dell'arte antica e moderna della Sardegna che a Venezia aveva rivelato all'Italia e ai Sardi stessi l'asciuttezza intrigante del linguaggio rappresentativo dell'arte nuragica. Subito accolto, quel linguaggio di segni trancianti e di forte resa drammatica, perché si accordava con la sua sensibilità attenta ai temi del contemporaneo, che aveva già trovato nella rappresentazione di "lotte ancestrali" un modo per esorcizzare il terrore e la violenza della guerra mondiale appena conclusa.
Nuovi temi tratti dal contemporaneo (che comprendevano Ballerine e persino la Corrida) si affiancarono a quelli dell'ambiente (tra i quali prevalevano coralli, sirene e pesci nel mondo marino), a quelli di rappresentazione di animali e infine a quelli delle figure della storia durantina.
Mentre il modellato rotondo veniva talvolta ancora utilizzato nel periodo dell'immediato post-guerra,  soprattutto per i soggetti di tipo religioso, poi sarà il tratto incisivo e la linea squadrata che diventeranno sempre più peculiari del suo linguaggio artistico.  Così con la scultura Chimera del 1963 risulterà evidente che da Picasso, che aveva personalmente conosciuto a Cannes nel 1955 alla I Mostra internazionale dei Capolavori della ceramica moderna, aveva imparato il coraggio del segno scabroso nel trattare la materia e l'utilità dell'astrazione nel rendere i segreti arcani della fantasia.

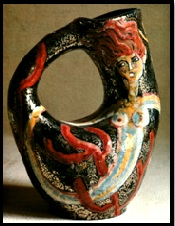
F. Melis, Vaso sardo con sirene, 1956 Museo Federico e Isa Melis, Urbania
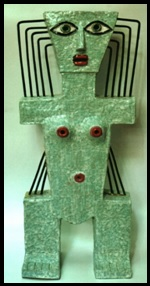
Federico Melis, Chimera, 1963 Museo Federico e Isa Melis, Urbania
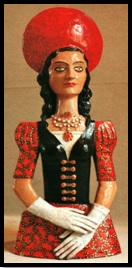
F. Melis, Dama di Casteldurante, 1967 Museo Federico e Isa Melis, Urbania

## Giudizio di valore
Con le ceramiche prodotte dal 1927 al 1931 il grande merito di Federico Melis fu quello di avere continuato, ampliato e concluso il processo di fondazione della ceramica artistica sarda che era iniziato nel 1918 con la manifattura SPICA di Francesco Ciusa.
Rispetto a quell'esperienza va perciò riconosciuto a Federico Melis il preciso intento di arricchire la raffigurazione identitaria del popolo sardo rappresentando in ceramica usi e costumi sociali della Sardegna con le plastiche "Il presente", "L'Offerente" e "L'Orante", indovinato riferimento ai sentimenti di rispetto delle convenzioni e al senso di profonda religiosità delle donne sarde.
E soprattutto con "La pastorissa di Oliena" fornì la prima suggestiva rappresentazione plastica della matriarca sarda, la donna che nelle lunghe assenze da casa del marito pastore si faceva carico della famiglia, secondo usi e costumi della società barbaricina che i romanzi di Grazia Deledda cominciavano all'epoca a far conoscere, dopo il premio Nobel del 1926.
Altra grande intuizione di Federico Melis fu l'ampliamento del repertorio iconografico col trasferimento sulle sue ceramiche di motivi desunti dal ricamo e dalla tessitura: creò perciò con fini rappresentativi e ideologici il genere dei "vasi sardeschi", tra i quali capolavoro assoluto "L'Anfora sardesca", pubblicata già nel 1928 da Amerigo Imeroni ed oggi conservata al Museo di Urbania. Sempre a tale scopo Federico Melis inventò la figura della "pavoncella sarda", che riassumeva tutte le figure stilizzate di uccello presenti in tutte le arti manuali e che utilizzò per i manici dei vasi sulla scia dei prestigiosi vasi moreschi dell'Alhambra.
Federico Melis continuò con la rappresentazione del popolo sardo in piccola plastica,  impresa iniziata da Francesco Ciusa. Ma il ceramista bosano ampliò decisamente la proposizione delle figure femminili, che per Ciusa erano solo quelle della donna nuorese e della donna desulese, aggiungendo tra le altre la sulcitana, l'olianese e soprattutto la donna di Ollolai sulla quale improntò il suo capolavoro del periodo sardo: "La Sposa antica" del 1930.

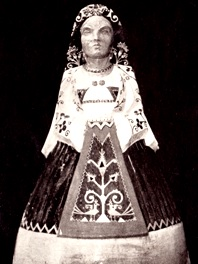
F. Melis, Pastorissa di Oliena, 1927